# Sociale rechtsstaat
Een rechtsstaat is een sociale rechtsstaat  wanneer er in de grondwet de sociale grondrechten van een mens zijn opgenomen. In een rechtsstaat beperken de wetten de macht van de overheid en daarmee worden de burgers beschermd. De sociale grondrechten breiden de macht van de overheid echter verder uit, waarbij er sociale wetten in de wetgeving is opgenomen die als doel hebben om de burger te beschermen tegen sociale problemen en onzekerheden.
Voorbeelden van sociale wetgeving betreffen onder andere:
- recht op onderwijs
- gelijke behandeling van mannen en vrouwen
- recht op werk